# Odontomyia grandimaculata
Odontomyia grandimaculata är en tvåvingeart som beskrevs av Hardy 1920. Odontomyia grandimaculata ingår i släktet Odontomyia och familjen vapenflugor. Inga underarter finns listade i Catalogue of Life.